# 印度岩

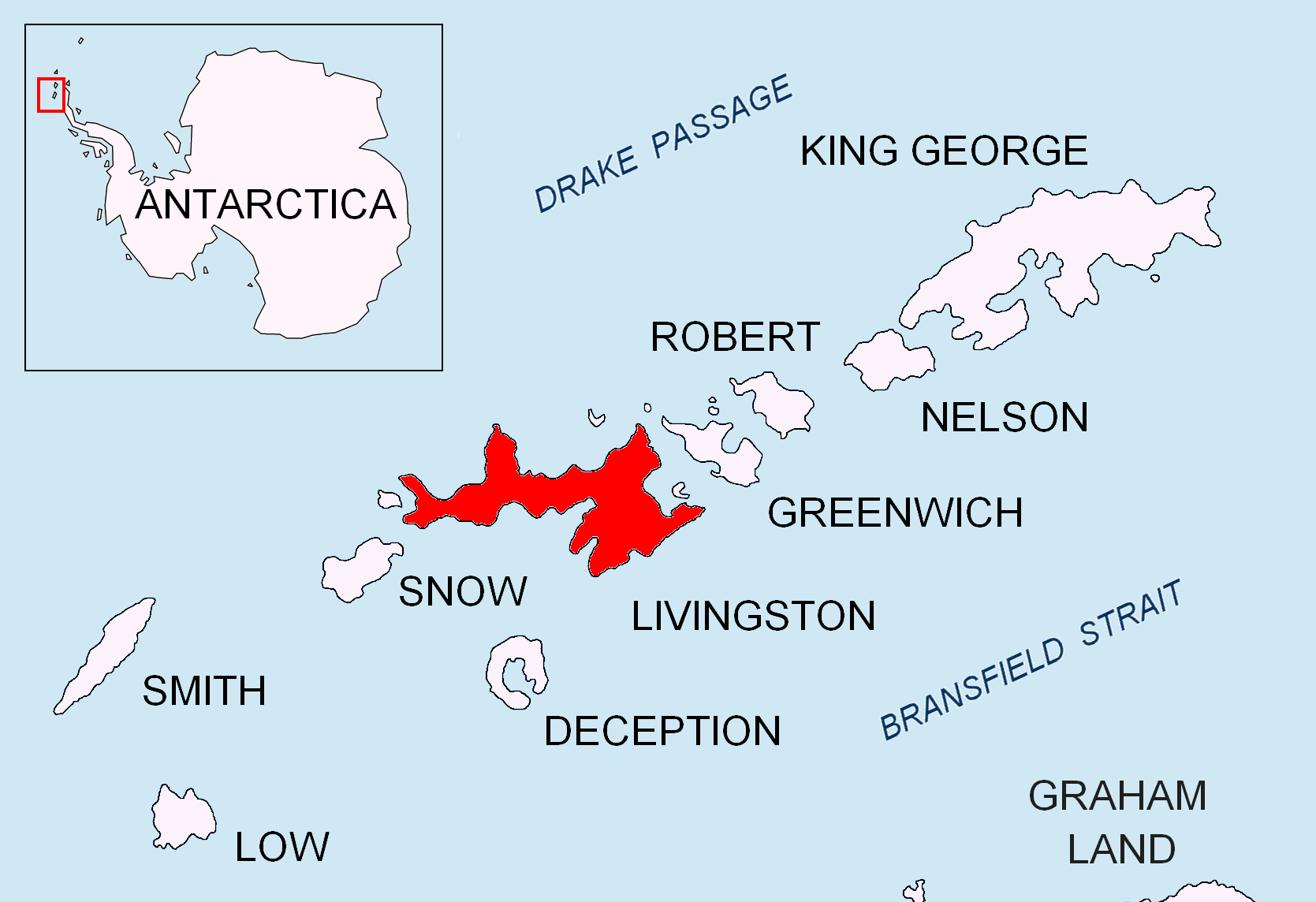

印度岩（Indian Rocks），是南極洲的岩石，位於南設得蘭群島的利文斯頓島北面，處於伍德島以東1.15公里、巴爾沙島西南面4.04公里、科蒂斯角西北面3.62公里和貝茲梅爾角西北面3.76公里，現時由南極條約體系管理。
62°29′08.9″S 60°16′19.4″W / 62.485806°S 60.272056°W